# Philosepedon provincialis
Philosepedon provincialis är en tvåvingeart som beskrevs av Vaillant 1974. Philosepedon provincialis ingår i släktet Philosepedon och familjen fjärilsmyggor. Inga underarter finns listade i Catalogue of Life.